# Carroll Street (Culver Line)
Carroll Street is een station van de metro van New York aan de Culver Line in het stadsdeel Brooklyn. Het station is geopend in 1933. De lijnen  maken gebruik van dit station.
 ·  ·  ·  ·  ·  ·  ·  ·  · 